# Apocryptodon punctatus
Apocryptodon punctatus е вид лъчеперка от семейство Попчеви (Gobiidae). Видът е незастрашен от изчезване.

## Разпространение
Разпространен е в Япония (Кюшу, Хоншу и Шикоку).

## Описание
На дължина достигат до 6,7 cm.